# Philippinen-Fleckenmusang
Der Philippinen-Fleckenmusang (Paradoxurus philippinensis) ist eine auf den Philippinen, auf Borneo und den westlich von Sumatra gelegenen Mentawai-Inseln verbreitete Schleichkatzenart aus der Gattung der Musangs. Der englische Trivialname lautet Philippine palm civet.

## Beschreibung
Der Philippinen-Fleckenmusang ähnelt stark dem Fleckenmusang (Paradoxurus hermaphroditus), der von Indien bis ins festländische Südostasien verbreitet ist, ist aber insgesamt dunkler, oft fast schwärzlich. Die aus Flecken und Streifen bestehende Musterung des Fells ist bei dieser Art nur schwach ausgeprägt. Die für andere Musangarten typischen kleinen weißen Flecken an den Seiten des Nasenspiegels fehlen. Außerdem kann Paradoxurus philippinensis anhand der Zahnmorphologie von andern Musangarten unterschieden werden. Der vierte Prämolar (P4) ist beim Philippinen-Fleckenmusang klein, dreieckig und hat ein gut entwickeltes anteriores und posteriores Cingulum (ein Wulst an der Zahnbasis) und zusätzliche Zahnhöcker. Außerdem hat Paradoxurus philippinensis einen reduzierten zweiten Backenzahn (M2).
Paradoxurus philippinensis lignicolor (Miller, 1903), die auf den Mentawai-Inseln lebende Unterart des Philippinen-Fleckenmusangs, ist bräunlich gefärbt, ungestreift und ungefleckt. Das Cytochrome b dieser Unterart unterscheidet sich zu 3,6 % von dem der Nominatform (Paradoxurus philippinensis philippinensis ).

## Verbreitung
Der Philippinen-Fleckenmusang lebt auf den Philippinen, auf Borneo und den westlich von Sumatra gelegenen Mentawai-Inseln. Die Verbreitung ist auffällig disjunkt. Zwischen den Mentawai-Inseln und Borneo liegt Sumatra, wo die Art nicht vorkommt. Ursachen für ihr Fehlen auf Sumatra könnten einerseits interspezifische Konkurrenz sein, bei der die Population des Philippinen-Fleckenmusangs von Paradoxurus musangus verdrängt wurde, andererseits aber auch das Resultat einer plötzlichen Umweltveränderung darstellen, z. B. verursacht durch den Ausbruch des Supervulkans Toba vor etwa 74.000 Jahren.

## Systematik
Der Philippinen-Fleckenmusang wird als eigenständige Art innerhalb der Gattung der Musangs (Paradoxurus) eingeordnet. Die wissenschaftliche Erstbeschreibung stammt von Jourdan aus dem Jahr 1837, allerdings wurde er lange Zeit als Paradoxurus hermaphroditus philippinensis ebenso wie die Unterart Paradoxurus philippinensis lignicolor (Miller, 1903), vorher Paradoxurus hermaphroditus lignicolor, als Unterart des Fleckenmusang (Paradoxurus hermaphroditus ) betrachtet.

## Belege
1. 1 2 3 4 5  
Géraldine Veron, Marie-Lilith Patou, Mária Tóth, Manori Goonatilake and Andrew P. Jennings. 2014. How Many Species of Paradoxurus Civets are there? New Insights from India and Sri Lanka. Journal of Zoological Systematics and Evolutionary Research. 1-14. doi:10.1111/jzs.12085
2. ↑  
Paradoxurus hermaphroditus philippinensis (Seite nicht mehr abrufbar, festgestellt im Mai 2019. Suche in Webarchiven)  Info: Der Link wurde automatisch als defekt markiert. Bitte prüfe den Link gemäß Anleitung und entferne dann diesen Hinweis.. In: Don E. Wilson, DeeAnn M. Reeder (Hrsg.): Mammal Species of the World. A taxonomic and geographic Reference. 2 Bände. 3. Auflage. Johns Hopkins University Press, Baltimore MD 2005, ISBN 0-8018-8221-4.
3. ↑  
Paradoxurus hermaphroditus lignicolor (Seite nicht mehr abrufbar, festgestellt im Mai 2019. Suche in Webarchiven)  Info: Der Link wurde automatisch als defekt markiert. Bitte prüfe den Link gemäß Anleitung und entferne dann diesen Hinweis.. In: Don E. Wilson, DeeAnn M. Reeder (Hrsg.): Mammal Species of the World. A taxonomic and geographic Reference. 2 Bände. 3. Auflage. Johns Hopkins University Press, Baltimore MD 2005, ISBN 0-8018-8221-4.